# Didymodon orbignyanus
Didymodon orbignyanus är en bladmossart som beskrevs av Brotherus 1902. Didymodon orbignyanus ingår i släktet lansmossor, och familjen Pottiaceae. Inga underarter finns listade i Catalogue of Life.